# Kalambaka
Kalambaka (en griego: Καλαμπάκα) es una ciudad griega del nomos de Tesalia perteneciente a la prefectura de Trikala, situada entre una montaña de escasa altitud y las famosas masas rocosas en cuyas cumbres se encuentran los monasterios de Meteora.
La ciudad de Kalambaka está hermanada con la comuna francesa de Haillan.

## Monumentos
- Catedral del siglo XIV de influencia bizantina y paleocristiana.
- En los alrededores, los monasterios de Meteora.